# 岸本鹿子治
岸本 鹿子治（きしもと かねじ、1888年(明治21年)4月14日 - 1981年(昭和56年)1月1日）は、大日本帝国海軍の軍人。海兵37期。最終階級は海軍少将。酸素魚雷と特殊潜航艇（甲標的）の開発を成功させた。実兄は岸本信太海軍中将（海軍機関学校10期）。岳父は豊辺新作陸軍中将。

## 略歴
岡山県出身。岡山一中を経て海軍兵学校(37期)を卒業。席次は179人中23番。
岸本は海軍大学校乙種学生、海軍水雷学校高等科、同特修科を修了した水雷専攻の士官で、「夕暮」駆逐艦長、「長良」水雷長、「霧島」水雷長、海軍水雷学校教官、呉海軍工廠魚雷実験部員、第九駆逐隊司令などを歴任した。
他に、第五戦隊参謀、海軍兵学校教官、第三艦隊参謀、連合艦隊参謀などを経て、1930年（昭和5年）12月1日、海軍大佐に進級。「川内」艦長、海軍艦政本部第一部第二課長、海軍艦政本部員、「金剛」艦長、呉海軍工廠魚雷実験部長を務め、1936年（昭和11年）12月1日、海軍少将に進級し、呉工廠水雷部長に補される。同職を約3年務め、1940年（昭和15年）1月、予備役編入。
予備役編入後は、三菱重工業長崎兵器製作所長を勤めた。太平洋戦争（大東亜戦争）中の1943年（昭和18年）9月に、予備役のまま海軍航空技術廠嘱託となった。1947年（昭和22年）11月28日、公職追放仮指定を受けた。
本節の出典は、秦郁彦 編著  『日本陸海軍総合事典 第2版』  、東京大学出版会、2005年、202頁。

## 兵器開発

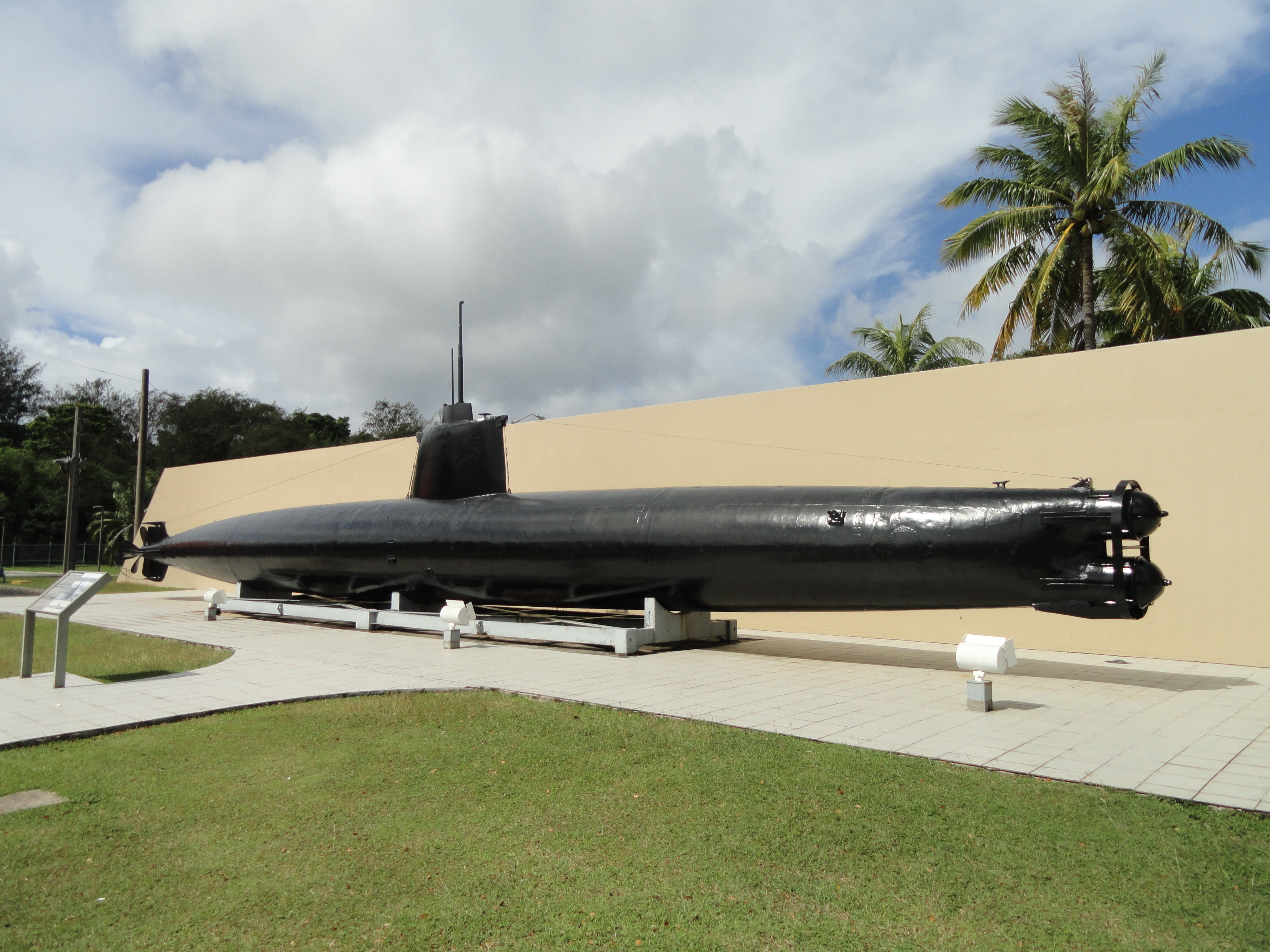
甲標的

岸本は日本海軍に特徴的な2つの兵器開発に携わった。酸素魚雷と特殊潜航艇である。水雷の専門家として経験を積んでいた岸本は、艦政本部第一部第二課長に就任すると、まず酸素魚雷の開発を推進した。酸素魚雷の開発はイギリス海軍が先行していたが、危険すぎて実用に適さないものとされ、日本でも酸素濃度50%の段階までは進んだものの停滞していた。そうした中で岸本は純酸素魚雷を開発しようとしたのである。海軍部内でも反対する者が多く、当時の軍務局長である豊田貞次郎に実験中止を提案されたが、岸本は主張を曲げず、設計主任朝熊利英、呉海軍工廠実験部員大八木静雄（のち技術少将）らと計画を進め、濃度100%の純酸素魚雷の開発に成功。艦隊決戦の有力兵器として1936年（昭和11年）に正式採用され、ルンガ沖夜戦など、実戦で大きな戦果を収めた。岸本はこの功績により勲二等に叙されている。
しかし、酸素魚雷がその能力を発揮するには目標に命中させなければならない。岸本は艦隊決戦の最中に敵艦隊に接近し、高速で走る酸素魚雷を発射することで、より確実に命中させることを狙ったのである。岸本の当初の構想は二人乗りで爆薬1．5トンを搭載した人間魚雷であった。
この時期は満州事変の影響で日米間は緊張状態にあり、開発を急ぐ岸本は軍令部総長伏見宮博恭王に直訴に及んだ。「ぶつけるのではないだろうな」との疑念に、生還の道を講じてあることを説明し開発は許可された。その結果生まれたのが、特殊潜航艇、別名甲標的である。しかし想定とは異なり、真珠湾、シドニー、マダガスカルなどの進入が難しい軍港を攻撃する用途に使用され、大きな戦果を挙げることはできなかった。なお岸本は特殊潜航艇の開発により海軍技術章を受章。同章の一人目の受章者となった。

## 真珠湾攻撃

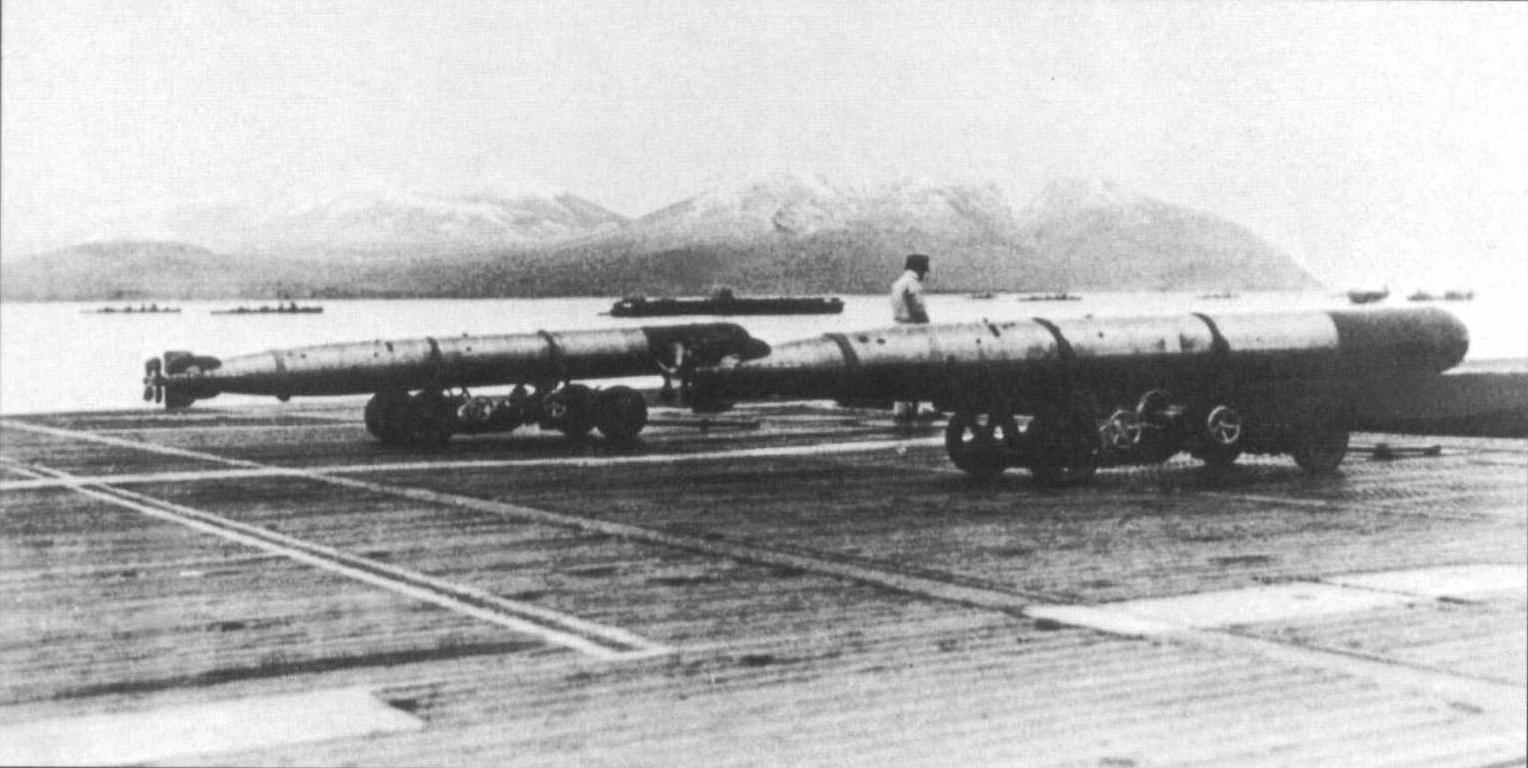
真珠湾攻撃のため単冠湾に入港した「赤城」艦上の九一式魚雷

1941年（昭和16年）、予備役編入後に三菱重工業長崎兵器製作所の所長を務めていた岸本は、海軍から九一式魚雷100本の緊急納入を命じられた。指示された納期は、通常よりも1ヶ月も短く、岸本以下の長崎兵器製作所員は36時間作業（2日＝48時間のうち、12時間の休養）の突貫作業により、納期の1日前に納品を果たした。所員は何事かを予期し、毎日神社に祈願していた。真珠湾攻撃、マレー沖海戦の戦果発表後、長崎兵器製作所が緊急納入した魚雷が作戦に使用されたことを岸本から知らされ、所員らは抱き合って泣いたという。
なお、真珠湾攻撃には岸本が現役時代に開発を進めた特殊潜航艇5隻が参加し、全て未帰還となった。

## 栄典
- 1916年（大正5年）1月21日 - 正七位[7]